# Date Movie
Date Movie (titulada No es otra tonta película de amor en Hispanoamérica) es una película estadounidense estrenada en 2006. Es una comedia que parodia a las comedias románticas, dirigida y escrita por Jason Friedberg y Aaron Seltzer, dos de los guionistas de Scary Movie. Está protagonizada por Sophie Monk, Alyson Hannigan, Adam Campbell, Eddie Griffin y Fred Willard.

## Argumento
Julia Jones (Alyson Hannigan) es una romántica empedernida que por fin conoce al hombre de sus sueños, el muy británico Grant Fockyerdoder (Adam Campbell). Pero antes de que puedan tener su "Gran boda griega", tendrá que conocer a "la familia de mi novia", contratar sus "Planes de boda", y pelearse con la amiga de Grant, Andy (Sophie Monk), una espectacular mujer que quiere boicotear "La boda de su mejor amigo" mientras va "De boda en boda".
La película se presentó con el eslogan de "2 de los directores de Scary Movie", esto es porque los hermanos Wayans no continuaron desde Scary Movie 3, por lo que 2 de esos 6 directores dirigieron la película.

## Parodias
- Notting Hill: Los nombres de los protagonistas.
- Mi gran boda griega: El restaurante y que el padre quiere que su hija se case con alguien de su misma religión.
- El diario de Bridget Jones: cuando Julia escribe en su diario.
- Hitch: especialista en ligues: Julia va a pedirle ayuda.
- Planes de boda: La diseñadora de la boda.
- Un gran amor: Cuando Grant coge la radio y pone música bajo la ventana de Julia.
- La boda de mi mejor amigo: Cuando se ponen a cantar en la mesa.
- Kill Bill: cuando Julia y Andy pelean con espadas en la tienda.
- Napoleon Dynamite: Aparece al principio, en el sueño de Julia.
- Cuestión de pelotas: Ben Stiller le lanza una pelota a la cara a Julia.
- El Señor de los Anillos: Aparecen en la joyería para vender el anillo.
- King Kong: (En la última escena)
- Y entonces llegó ella
- Amor Ciego
- Sr. y Sra. Smith: Cuando Julia y Grant toman una entrevista vestidos de negro.
- Cuando Harry encontró a Sally: El orgasmo en la mesa.
- Pretty Woman: cuando Grant va caminando y desde la limusina lo llama Andy.
- Una rubia muy legal: El video de la repostería de Julia
- Como perder a un chico en 10 días: El artículo de Granten en la revista.
- Jerry Maguire
- Sweet Home Alabama: Grant le pide matrimonio a Julia en la joyería.
- Star Wars: Cuando tunean a Julia, le ponen un traje de Darth Vader y Hitch aparece disfrazado de Yoda.
- ¿En qué piensan las mujeres?: Cuando Julia empieza a leer las mentes de la gente en la tienda.
- Princesa por sorpresa: El primer beso de Julia y Grant.
- The Birdcage: El ama de llaves.
- El diario de Noa
- Los padres de ella: Parodia principal
- Los padres de él: Parodia principal
- De boda en boda: Cuando aparece Owen Wilson.
- Clueless. Fuera de onda
- MTV Tuning: Cuando tunean a Julia.
- Michael Jackson: Aparece peleando.
- Ben Stiller: Aplasta a Owen Wilson.
- Mi novia Polly: Escena del baloncesto.
- Amor ciego: Cuando Grant encuentra una tanga para gorda en el baño.
- Scooby-Doo: Cuando Julia le lame la cara a Hitch.

## Reparto
- Alyson Hannigan como Julia Jones.
- Adam Campbell como Grant Fockyerdoder.
- Sophie Monk como Andy.
- Jennifer Coolidge como Roz Fockyerdoder presunta Barbra Streisand.
- Fred Willard como Bernie Fockyerdoder.
- Eddie Griffin como Frank Jones.
- Nina Avetisova como Bachelorgirl.
- Bridget Ann Brno como Bridget Jones.
- Carmen Electra como ella misma.
- Valery Ortiz como Jell-O.
- Andrea Ferrell como Deaf Woman.
- Tom Fitzpatrick como Gandalf.
- Judah Friedlander como Nicky.
- Gianfranco L'Amore como King Kong.
- Marie Matiko como Betty.
- Josh Meyers como Napoleón y Owen Wilson de Wedding Crashers.
- Edward Moss como Michael Jackson.
- Mauricio Sánchez como Eduardo.
- Meera Simhan como Linda.
- Nadia Dina Ariqat como Britney.
- Matt Austin como Fireman.
- Nick Steele como Kevin.
- Lil Jon como él mismo.
- Beverly Polcyn como Cat Woman.
- Jinxers como él mismo.